# フォッケ・アハゲリス
フォッケ・アハゲリス (Focke-Achgelis) は、1937年にドイツで設立され、第二次世界大戦終了時まで活動したヘリコプター製造会社である。

## 概要
1923年にゲオルク・ヴルフと共に航空機メーカーのフォッケウルフを設立したハインリヒ・フォッケであったが、テスト飛行中の事故でヴルフを失った事や、ナチス政権からの干渉に嫌気がさし、1936年にフォッケウルフを退社した。しかし、フォッケの設計した世界初の実用的ヘリコプターであるFw 61 (Fa 61)に感銘を受けたドイツ航空省（RLM）は彼にヘリコプター専門の開発会社を設立するよう勧め、700 kg（1,500 lb）の積載容量を持つヘリコプターの要求仕様を提示した。
ハインリヒ・フォッケは1937年4月27日にテストパイロットのゲルト・アハゲリスと共同でフォッケ・アハゲリス (Focke-Achgelis & Co. G.m.b.H.)をニーダーザクセン州のホイケンカンプに設立し、1938年よりデルメンホルスト市で開発作業を始めた。

## 開発機種
- Fa 61 - ハインリヒ・フォッケ設計の最初のヘリコプター。1936年。
- Fa 223 "ドラッヘ" - 空軍向けに開発されたモデル。胴体左右に各1基のメインローターを持つ[3]。1939年。
- Fa 224 "リベレ" - Fa 61をベースに開発された練習用ヘリコプター。10機生産予定であったが製造中止された。1939年。
- Fa 225 - 軍用グライダーであるDFS 230の胴体に回転翼を取り付けたもの[4]。1942年に試作。
- Fa 266 "ホルニッセ" - Fa 61を6人乗りに拡張した機体。1939年。
- Fa 269 - ティルトローター垂直離着陸（VTOL）実験機[5]。
- Fa 283 - 胴体中央に1基のメインローターを持つモデル。計画のみ。
- Fa 284 - 胴体左右に各1基のメインローターを持つモデル[6]。計画のみ。
- Fa 325 "クラッベ" - 4基のメインローターを持つマルチコプター型モデル。計画のみ。
- Fa 330 "バッハシュテルツェ" - ドイツ海軍のUボートに搭載された小型ローターカイト（英語版）[7]。1942年。
- Fa 336 - Fa 330の発展型[8]。1944年、計画のみ。

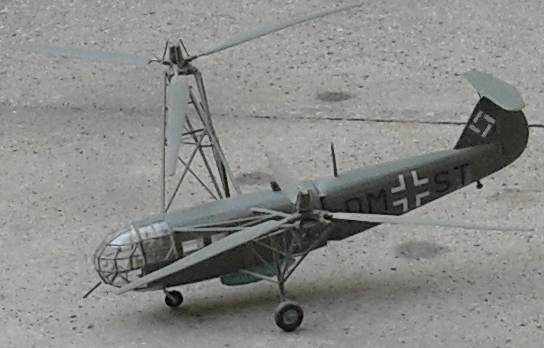
Fa 223 "ドラッヘ"
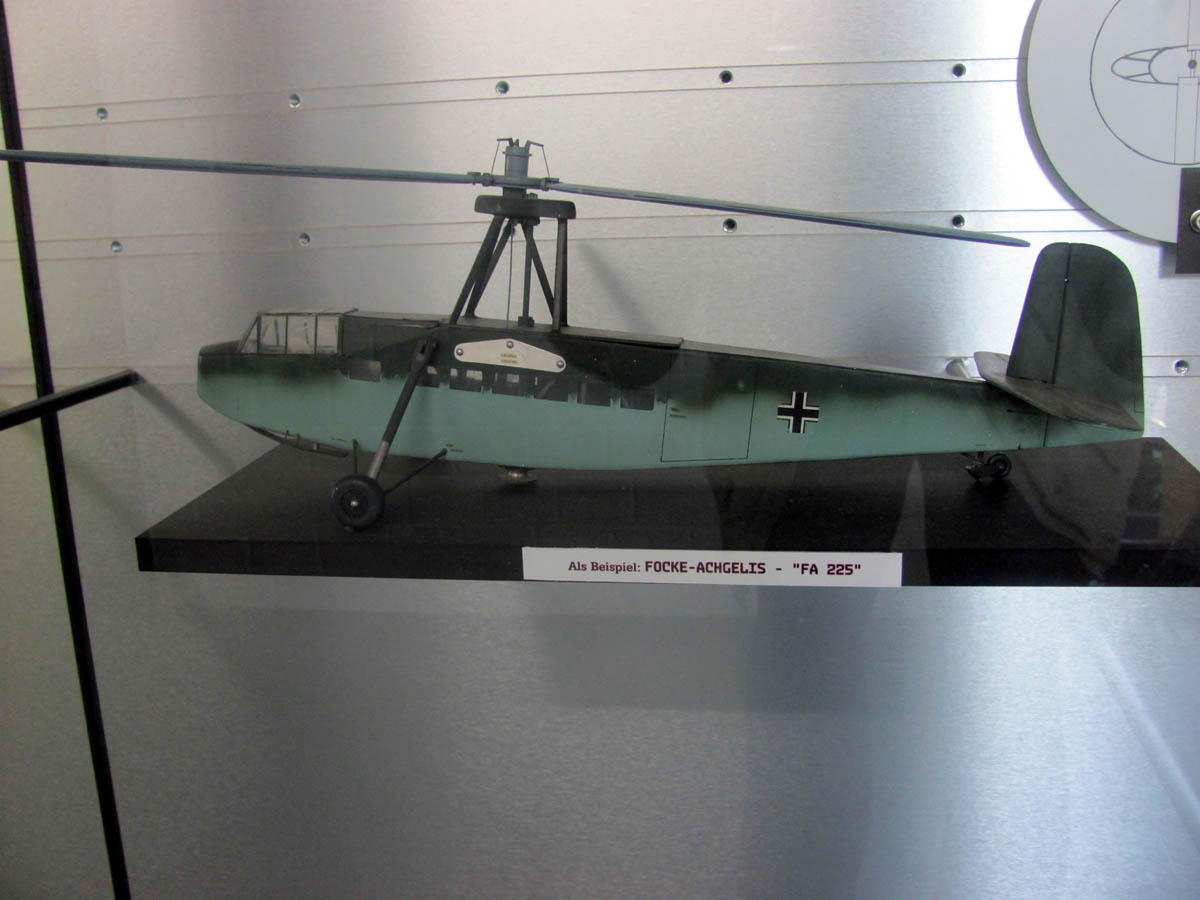
Fa 225
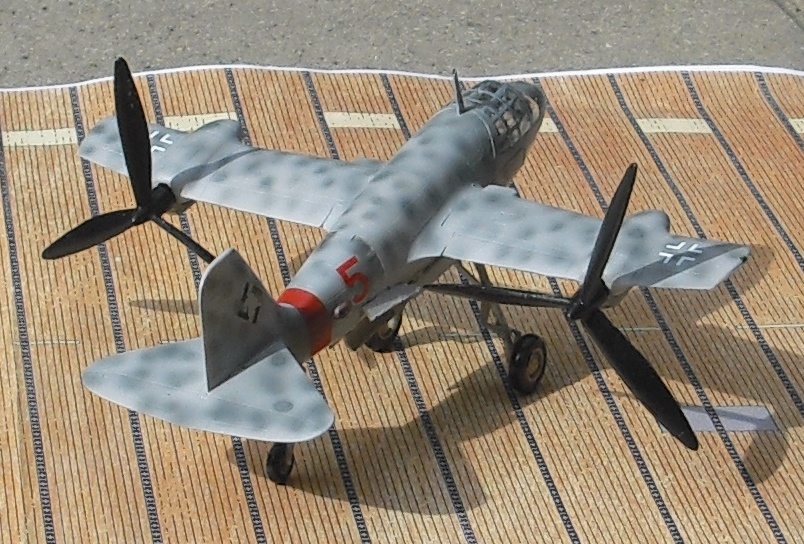
Fa 269
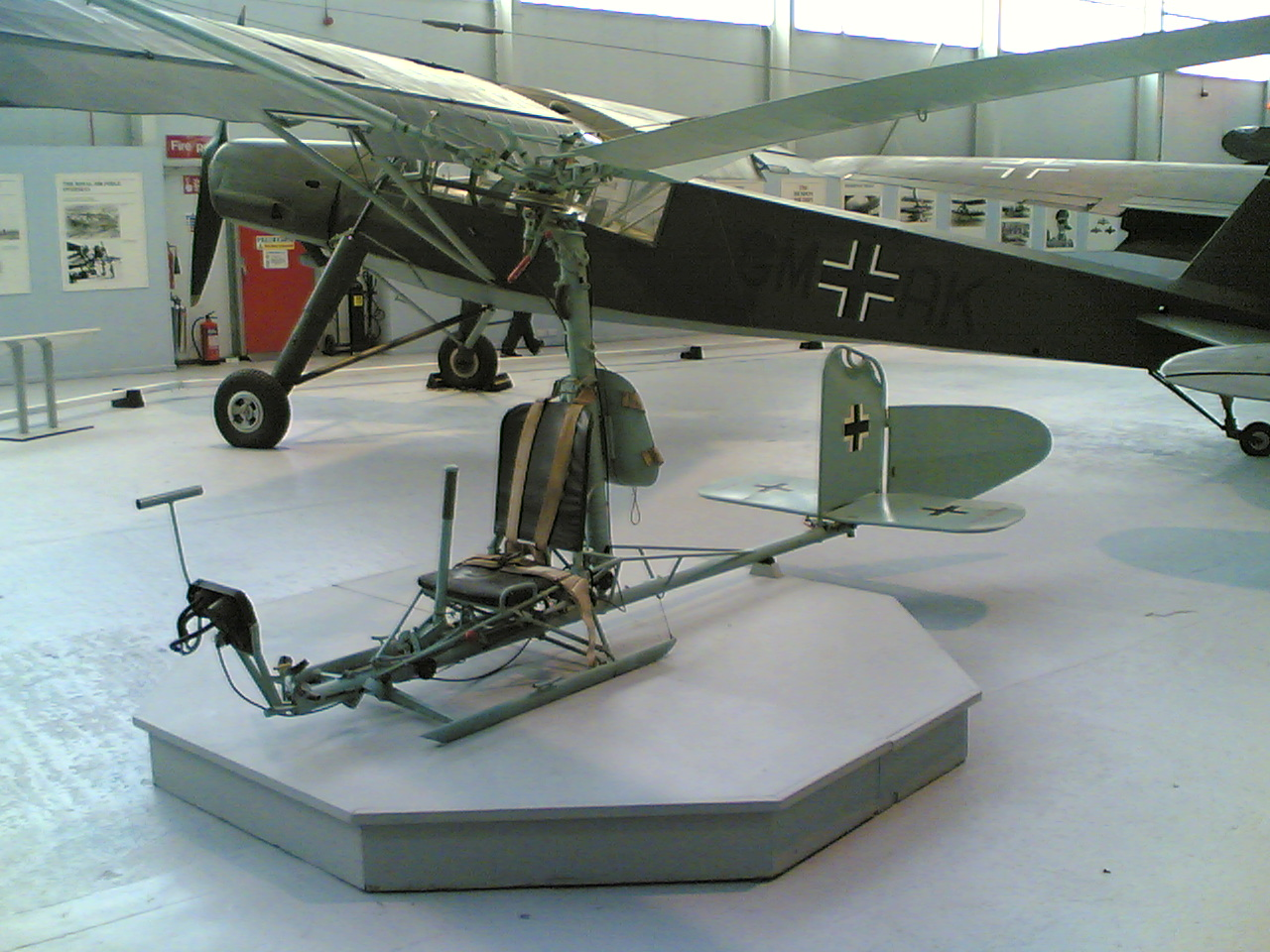
Fa 330(手前側)